# Tomasz Iwański
Tomasz Iwański (ur. 5 grudnia 1968 w Łodzi) – polski tenisista i trener.
Zawodnik MTK Łódź. Aktywny w latach 1988–1994. Dziewięciokrotny mistrz Polski: czterokrotny mistrz Polski w deblu (1988 z Lechem Sidorem, 1991 i 1992 z Bartłomiejem Dąbrowskim, 1993 ponownie z Lechem Sidorem), mistrz Polski w mikście (1989 z Sylwią Czopek), halowy mistrz Polski w singlu (1991), trzykrotny halowy mistrz Polski w deblu (1988. 1990 i 1991 z Lechem Sidorem). Ponadto wicemistrz Polski w singlu (1989) i mikście (1992 z Magdaleną Mróz), trzykrotny halowy wicemistrz Polski w deblu (1992 z Bartłomiejem Dąbrowskim, 1993 z Lechem Sidorem i 1993 z Bernardem Kaczorowskim). W latach 1989–1994 reprezentował Polskę w rozgrywkach Pucharu Davisa. W 1992 w Poznaniu wygrał turniej ATP Challenger w deblu (w parze z Belgiem Dickiem Normanem). Był trenerem m.in. Nadii Pietrowej (trzecia rakieta świata w 2006) i Kamila Majchrzaka (2018-2020).